# Římskokatolická farnost Horka nad Moravou
Římskokatolická farnost Horka nad Moravou je územní společenství římských katolíků s farním kostelem svatého Mikuláše v děkanátu Olomouc.

## Historie farnosti
První písemné zmínky o Horce pocházejí z druhé poloviny 13. století. Současný farní kostel byl vybudován roku 1753 na místě zaniklého hrádku.

## Duchovní správci
Farnost od roku 1991 spravují karmelitáni z Olomouce-Hejčína. Od září 2016 byl administrátorem excurrendo P. Petr Marian Masařík. Toho s platností od července 2018 vystřídal P. Pavel Gorazd Cetkovský OCarm.

## Bohoslužby
| Kostel                  | Místo             | Bohoslužba (den) | Hodina     | Poznámka     |
| ----------------------- | ----------------- | ---------------- | ---------- | ------------ |
| kostel svatého Mikuláše | Horka nad Moravou | neděle pátek     | 8.20 16.15 | farní kostel |

## Aktivity ve farnosti
Každoročně se ve farnosti koná tříkrálová sbírka, v roce 2017 se při ní vybralo 31 174 korun.
Od roku 2018 se farnost zapojuje do projektu Noc kostelů. Funguje farní pastorační rada.